# IBM 1440
O IBM 1440, um membro da Série IBM 1400, foi um computador de IBM desenhado como sistema de baixo custo para tarefas de escritório pequenas. foi anunciado por IBM a 11 de outubro de 1962 e descatalogado a 8 de fevereiro de 1971.
Com uma variedade de modelos e características disponível para o IBM 1440, um sistema podia adaptar-se para satisfazer em forma imediata os requerimentos de processamento de dados de um escritório e posteriormente expandir-se segundo incrementassem-se a demanda. Programas originalmente escritos para o 1440 podiam adaptar-se facilmente ao IBM 1401.
O sistema básico consistia de:

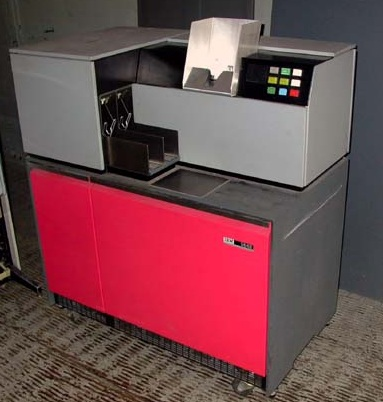
IBM 1442

- IBM 1441 Unidade de Processamento contendo memória de núleos e circuitos de aritmética e lógica
  - até 16.000 posições alfanuméricas estavam disponíveis
- Consola de operador IBM 1447
  - O Modelo 1 provia controle de processamento básico do sistema
  - O Modelo 2 somava uma máquina de escrever eléctrica

Os seguintes perfiféricos estavam disponíveis:
- Leitora/perforadora de cartões IBM 1442
  - O Modelo 1 lia até 300 cartões por minuto e perfurava até 80 colunas por segundo
  - O Modelo 2 lia até 400 cartões por minuto e perfurava até 160 colunas por segundo
- IBM 1443 Flying Typebar Printer
  - A velocidad básica era de 150 linhas/minuto até 430 linhas/minuto, dependendo do typebar
  - Typebars intercambiáveis com sets de 13, 39, 52, e 63 caracteres
- Unidade de disco IBM 1311
  - Capacidade de 2 milhões de caracteres na cada pack removible
    - Com a característica opcional "Move Track Record", a capacidade incrementava-se a 2.980.000 de caracteres na cada pack

  - A cada pack pesava menos de 5 kg
  - Podiam-se pôr até cinco unidades 1311

O custo de compra e aluguel eram:
- Preço de compra: desde $90.000, dependendo da configuração do sistema.
- Preço de aluguel: desde $1.500, por mês, dependendo da configuração do sistema.

Uma instalação notável incluía um 1440 "topo de linha" no Departemento de polícia de Chicago, instalado pelo superintendente reformista Orlando Wilson a princípios da década de 1960.